# Малу Рошу (Олт)
Малу Рошу (рум. Malu Roșu) насеље је у Румунији у округу Олт у општини Марунцеј. Oпштина се налази на надморској висини од 97 m.

## Становништво
Према подацима из 2002. године у насељу је живело 174 становника, од којих су сви румунске националности.